# Tristan und Isolde

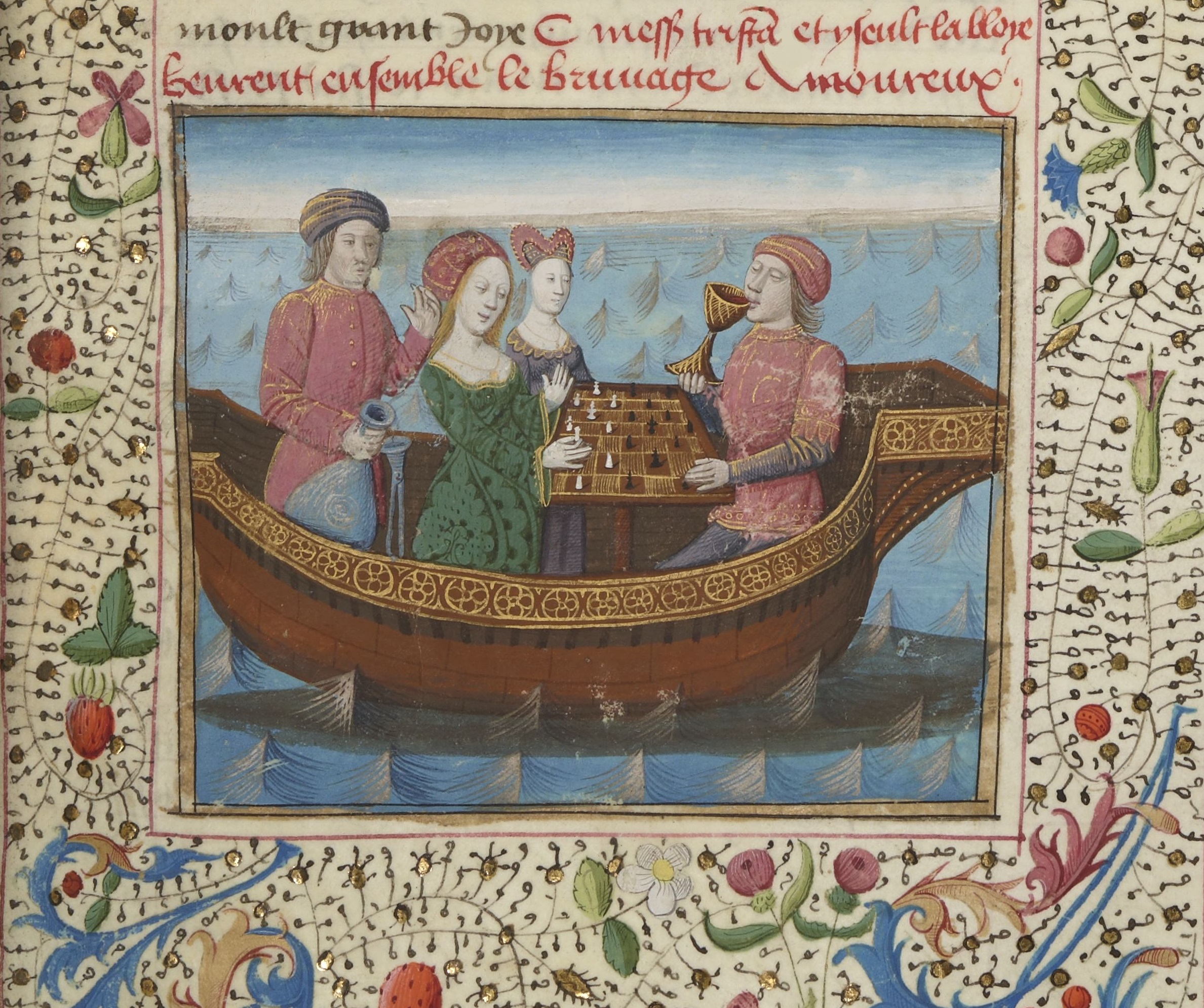
Tristan und Isolde spielen ein Brettspiel an Bord eines Schiffes, während sie den Liebestrank trinken (mittelalterliche Miniatur 1470).

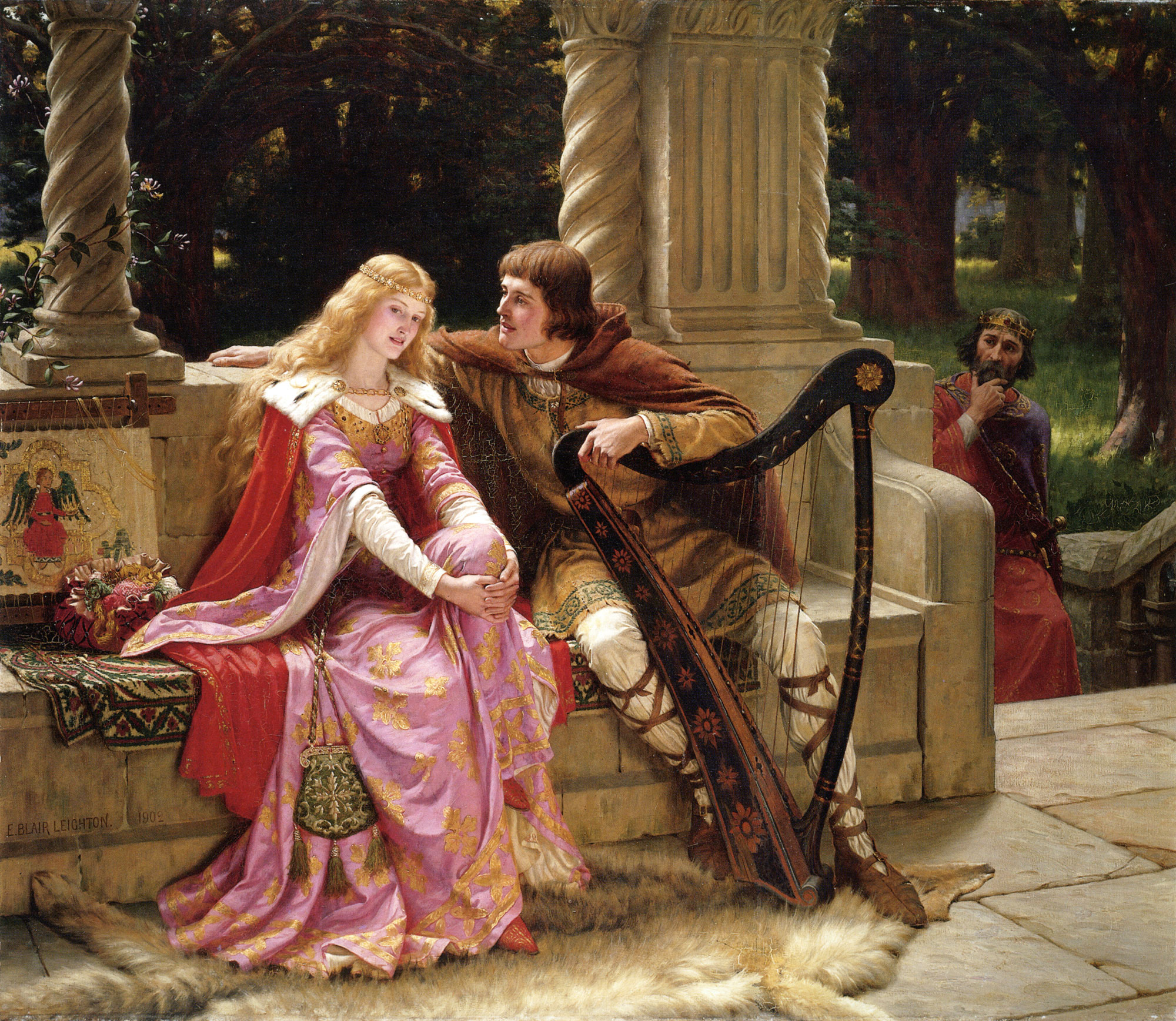
Tristan und Isolde (Gemälde von Edmund Blair Leighton, 1902)

Die Erzählung von Tristan und Isolde ist neben der vom Gral oder der von König Artus und seiner Tafelrunde einer der Stoffe, die die erzählende Literatur des europäischen Mittelalters häufig bearbeitete. Zahlreiche Dichter unterschiedlicher Volksliteraturen – besonders in Frankreich und Deutschland – haben ihr dichterisches Können an der Gestaltung dieses spannungsreichen Stoffes erprobt.

## Handlung

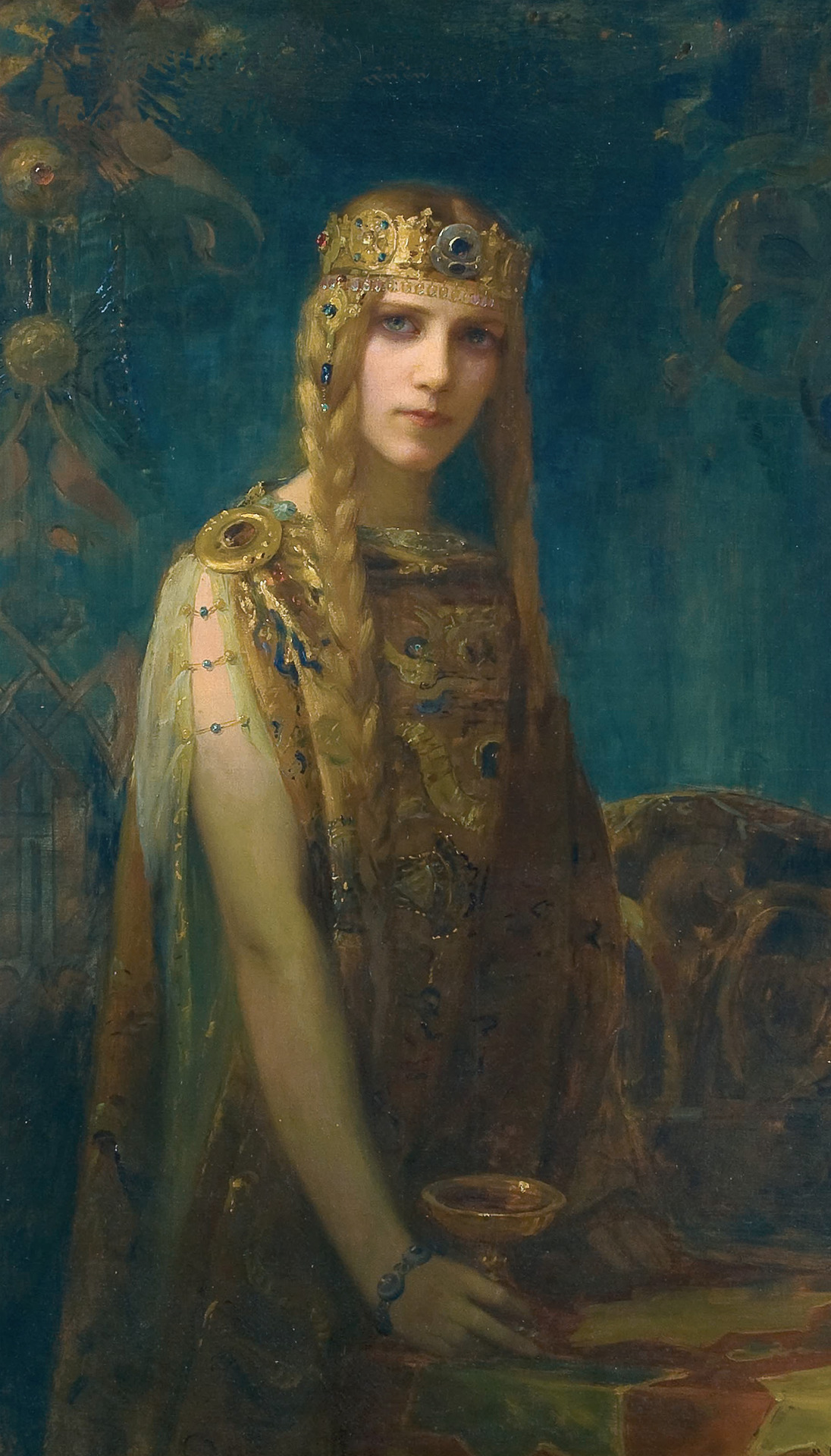
Isolde (Gemälde von Gaston Bussière, 1911)

Tristan ist der Sohn von Riwalin, dem König von Lohnois, der in einem Krieg ums Leben gekommen ist. Seine Mutter ist Blanscheflur, die Schwester des Königs Marke von Cornwall, die aus Sehnsucht nach ihrem Mann Riwalin ebenfalls starb. Tristan wuchs bei Rual le très loyal, einem Freund Riwalins, auf. Dieser schickt Tristan im Alter von sieben Jahren ins Ausland, um Sprachen zu lernen. Später holt  er ihn wieder zurück, damit er die wichtigen Herren in seinem Lande kennenlernt. Man entführt Tristan mit seinem Knappen Kurvenal und lässt ihn in Cornwall wieder frei. Bei König Marke erfährt er von seiner adligen Herkunft und will den Tod seines Vaters rächen. So trifft er auf Morgan, der seinen Vater umgebracht hat, und tötet ihn.

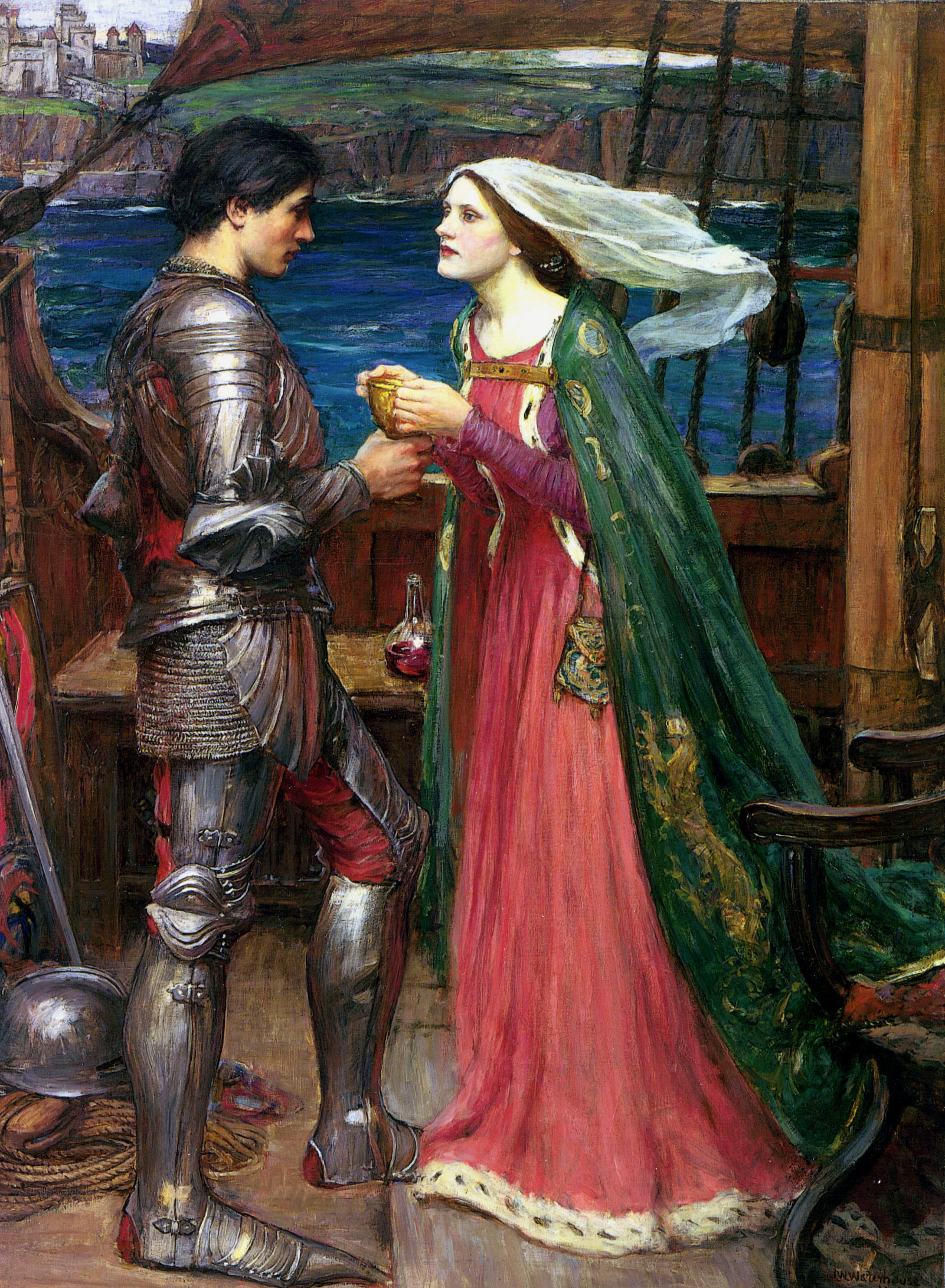
Tristan und Isolde mit dem Liebestrank (Gemälde von John William Waterhouse, etwa 1916)

Morold, der Sohn des Königs von Irland, fordert seinen jährlichen Tribut von Cornwall. Tristan stellt sich Morold zum Zweikampf, den er zwar gewinnt, dabei vergiftet ihn aber Morolds Schwert. Tristan fährt nach Irland, da er weiß, dass nur Isolde, die Schwester von Morold, ihn heilen kann. Man bringt Tristan zur Königin Isolde, der er vorgibt, Tantris zu heißen. Sie bietet ihm an, ihn zu heilen, wenn er sie mit seinem bezaubernden Harfenspiel beglücke und ihre gleichnamige wunderschöne Tochter Isolde unterrichte.
Als Tristan wieder in seine Heimat zurückkehrt, zwingt man den König zur Heirat, da er noch keine Erben hat. Man schlägt ihm die schöne Isolde vor, unter der Bedingung, dass er keine andere heiraten werde. Dem stimmt er zu, da er annimmt, Isolde sei nicht mit der Heirat einverstanden.
Tristan fährt nach Irland, um im Namen des Königs von England um die Hand der schönen Isolde anzuhalten. Die Familie stimmt zu, aber nur, wenn sie auch Königin von England wird. So fahren Tristan und Isolde zu Marke. Die Königin hatte vor der Abfahrt noch einen Liebestrank gebraut, den sie Brangaine, einer Verwandten, mitgibt. König Marke und Isolde sollten ihn gemeinsam trinken, damit sie sich auf ewig lieben. Als aber Brangaine nicht auf den Trank aufpasst, trinken Tristan und Isolde nacheinander aus dem Gefäß. Tristan und Isolde verlieben sich ineinander und müssen sich nun heimlich treffen.
Durch eine List nimmt man Isolde dem König Marke weg. Doch Tristan kann sie zurückholen und dem König wieder übergeben. Tristan und Isolde treffen sich nun öfter, wobei man sie auch entdeckt. Man stellt ihnen Fallen, doch Tristan und Isolde können diese immer wieder umgehen. So können sie auch die Zweifel des Königs aus dem Weg räumen. Doch eines Tages bemerkt der König, dass sich die beiden lieben. König Marke lässt sie gewähren, bis er sie eines Nachts zusammen im Bett entdeckt. Nun ist Tristan in England nicht mehr sicher und flüchtet nach Deutschland.
In Deutschland herrscht Krieg. Hier trifft Tristan auf Herzog Jovelin, dessen Frau Karsie, dessen Tochter Isolde aux mains blanches (französisch „mit den weißen Händen“, daher manchmal auch „Isolde Weißhand“) und dessen Sohn Cahedin le noble, mit dem er sich verbündet und in den Krieg zieht. Nun sieht er immer mehr Isolde aux mains blanches, die ihn an Isolde von England erinnert. Doch er beginnt an ihrer Liebe zu zweifeln und verliebt sich in Isolde aux mains blanches. In einer Schlacht verletzt ihn ein vergifteter Speer und nur die Heilsalbe der Königin von Irland, um deren Geheimnis auch Isolde von England weiß, kann ihn heilen.
Tristan sendet Kurvenal aus, seinen treuen Begleiter, um Isolde von England zu ihm zu bringen. Wenn er sie bei seiner Rückkehr bei sich habe, solle er ein weißes Segel hissen, andernfalls ein schwarzes. Bei der Rückkehr mit Isolde von England berichtet Isolde aux mains blanches dem todkranken Tristan fälschlicherweise, um ihn nicht an Isolde von England zu verlieren, dass das Segel schwarz sei. Daraufhin stirbt Tristan, nun ohne Hoffnung, sofort. Als Isolde von England ihren toten Geliebten erblickt, wird sie sehr krank und stirbt kurz darauf ebenfalls.

## Ursprung

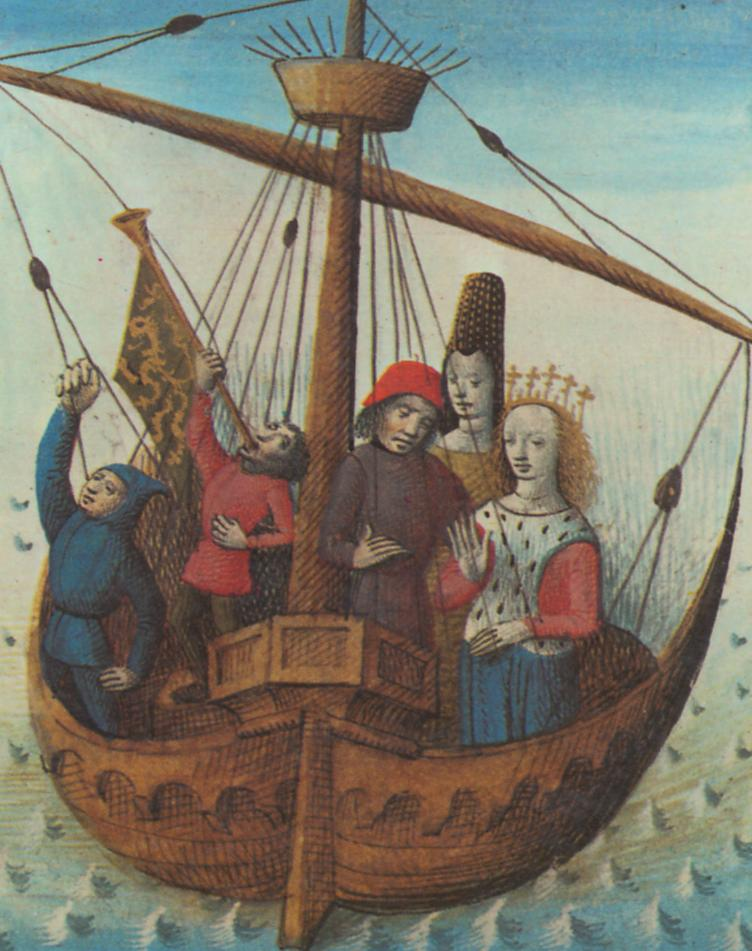
Tristan und Isolde auf dem Weg nach Cornwall (mittelalterliche Miniatur, Jean du Mas, 15. Jahrhundert).

Der Ursprung der Tristan-Legende lässt sich nicht zuverlässig rekonstruieren. Neben anderen Wurzeln erscheinen vor allem ein keltischer, ein germanischer und ein orientalischer Ursprung möglich.
Dabei gilt insbesondere die keltische Ursprungstheorie als wahrscheinlich, da es hier lokale und historische Bezüge gibt (siehe Drystan fab Tallwch, Diarmuid und Gráinne sowie Scéla Cano meic Gartnáin, „Die Geschichte von Cano, dem Sohn Gartnáns“). In Cornwall hat man eine Stele aus dem 6. Jahrhundert mit dem Namen Drustanus in der Inschrift gefunden, möglicherweise eine latinisierte Form des Namens Tristan (siehe Tristan-Stein).
Aus keltischen Lais ging der Stoff vermutlich zunächst in nordfranzösische und anglonormannische Spielmannsdichtungen über. Sie sind allesamt nur fragmentarisch überliefert, so auch die im 12. Jh. entstandenen Romane von Béroul und die kunstvollere Bearbeitung des Thomas von England (eines Anglonormannen) sowie eine in ihrer Existenz umstrittene Tristan-Fassung Chrétiens de Troyes (ebenfalls aus dem 12. Jahrhundert). Von hier aus fand die Sage den Weg in die spanische, italienische, deutsche, skandinavische, slawische und sogar in die griechische Literatur.
Die These vom orientalischen Ursprung stützt sich auf beträchtliche Ähnlichkeiten zwischen der Tristan-Sage und dem höfischen, um 1050 entstandenen Epos Wis und Ramin des persischen Dichters Gorgani.
Insgesamt kann man davon ausgehen, dass sich der Stoff im Laufe der Jahrhunderte aus den verschiedensten Quellen entwickelt hat, so dass es keinen exakten Ursprungstext gibt.

## Bearbeitungen
Von Eilhart von Oberg stammt die erste deutsche Bearbeitung des Tristan-Stoffes. Sein Tristrant und Isalte dürfte wohl Ende des 12. oder Anfang des 13. Jahrhunderts entstanden sein. Aus dem 12. Jahrhundert sind nur drei Pergament-Bruchstücke seines Textes erhalten. Drei aus dem 15. Jahrhundert stammende Papier-Handschriften, die vermutlich auf eine Bearbeitung des Textes aus dem 13. Jahrhundert zurückgehen, überliefern den vollständigen Text.
Auf der Version des Thomas von England schließlich fußt der ebenfalls fragmentarische Versroman Tristan des mittelhochdeutschen Dichters Gottfried von Straßburg aus dem 13. Jahrhundert, der als „klassische“ Stoffrepräsentation des Mittelalters gilt. Sowohl Ulrich von Türheim als auch Heinrich von Freiberg schrieben eine Fortsetzung, um Gottfrieds Fragment abzuschließen und auch Tristan als Mönch ist in der Nachfolge Gottfrieds. Eine Übersetzung des französischen Prosa-Tristan sind die im 15. Jahrhundert entstandenen Bruchstücke eines prosaischen Tristanromans. Um 1400 ließen Franz und Niklaus Vintler aus Bozen auf ihrem Schloss Runkelstein einen Teil des Sommerhauses mit Terraverde-Fresken zum Motiv von Tristan und Isolde ausmalen.
Die Guicciardini-Quilts aus dem späten 14. Jahrhundert, früheste erhaltene Beispiele von dekorativen Quilts in Europa, erzählen die Geschichte des Tristan. Auf den verschollenen Teilen dieser Textilien vermutet man die Fortführung der Geschichte zu Isolde.
Über das Mittelalter hinaus schufen zahlreiche weitere Schriftsteller, bildende Künstler und Komponisten Tristan-und-Isolde-Bearbeitungen, etwa Hans Sachs (Tragödie, 1553), Karl Immermann (Gedichtzyklus, 1840; untertitelt: „Ein Gedicht in Romanzen“; unvollendet hinterlassen und nach Schlussbearbeitung von Ludwig Tieck 1841 posthum veröffentlicht), Richard Wagner (Tristan und Isolde, Oper, 1859) und Thomas Mann, dessen Novelle (Tristan, 1901) auf Wagners Oper anspielt, aber keine Tristan-Erzählung ist. Der französische Komponist Charles Tournemire schuf zum Libretto Albert Pauphilets 1926 die Oper La légende de Tristan.
John Neumeier setzte den Tristan-Stoff 1982 als Ballett um.
Bernard Cornwell integrierte das Thema in seine Arthus-Chroniken. David Dawson schuf 2015 das erste komplette Tristan-und-Isolde-Ballett.
Sowohl die  Metal-Musik als auch die Musik der Mittelalterszene griffen das Thema auf, so etwa  Blind Guardian (The Maiden and the Minstrel Knight auf dem Album A Night at the Opera, 2002), Grave Digger (Tristan’s Fate auf dem Album Excalibur, 1999) oder Qntal, die der Thematik 2003 das ganze Album Qntal III – Tristan und Isolde widmeten.

## Verfilmungen
- 1911: Tristan et Yseult – Frankreich – Regie: Albert Capellani
- 1911: Tristan et Yseult – Frankreich – Regie: Ugo Falena
- 1920: Tristan et Yseult – Frankreich – Regie: Maurice Mariaud
- 1943: L’Éternel Retour (Der ewige Bann), Frankreich – Regie: Jean Delannoy, Drehbuch: Jean Cocteau
- 1972: Tristan et Iseult – Frankreich – Regie: Yvan Lagrange
- 1981: Feuer und Schwert – Die Legende von Tristan und Isolde, Irland, Deutschland – Regie: Veith von Fürstenberg
- 1998: Tristan und Isolde – Eine Liebe für die Ewigkeit, Deutschland, Italien – Regie: Fabrizio Costa
- 2002: Tristan et Iseut – Frankreich – Animationsfilm, Regie: Thierry Schiel
- 2006: Tristan & Isolde, Tschechien, Großbritannien, Deutschland – Regie: Kevin Reynolds

## Ausgaben
- Gottfried von Straßburg: Tristan und Isolde. Neu bearbeitet von Wilhelm Hertz. 3. Auflage. Cotta, Stuttgart 1901 und weitere Auflagen.
- Gottfried von Straßburg; Rüdiger Krohn (Hrsg.): Tristan: Verse 1–9982. Band 1, Reclam, Ditzingen 1986, ISBN 978-3-15-004471-1 / Verse 9983–19548 in Band 2, ISBN 978-3-15-004472-8 (Mittelhochdeutsch / Neuhochdeutsch).
- Günter de Bruyn: Tristan und Isolde [neu erzählt]. Fischer Taschenbuch 8275, Frankfurt am Main 1988, ISBN 978-3-596-28275-3 (Lizenzausgabe des Verlags Neues Leben, Berlin).
- Eilhart von Oberg: Tristrant und Isalde. Neuhochdeutsche Übersetzung von D. Buschinger und W. Spiewok. Kümmerle Verlag, Göppingen 1986 (= Göppinger Arbeiten zur Germanistik. Band 436), ISBN 3-87452-667-4.
- Gottfried von Straßburg; Dieter Kühn (Hrsg.): Die Geschichte der Liebe von Tristan und Isolde. Reclam, Stuttgart 1998, ISBN 978-3-15-004474-2.